# Final Fantasy Origins
Final Fantasy Origins (in Giappone Final Fantasy I•II) è una raccolta di videogiochi uscita nel 2002 che contiene i primi due capitoli della serie Final Fantasy (usciti nel 1987 e nel 1988 su Nintendo Entertainment System), riadattati per la PlayStation.

## Raccolta
- Final Fantasy
- Final Fantasy II